# درويد X
درويد X (بالإنجليزية: Droid X)‏ هو هاتف ذكي من موتورولا يعمل بنظام أندرويد، تم طرحه في الأسواق في 15 يوليو 2010.

## الخصائص
- نظام التشغيل: أندرويد
- الكاميرا الأمامية: 8 ميجابكسل
- الشاشة: إل سي دي
- الوزن: 155 غ (5.5 أونصة)
- المعالج: 1 جيجا هرتز
- الذاكرة: 512 ميجابايت
- التخزين: 8 جيجابايت ذاكرة وميضية